# Tom Kristensen (racerkører)
 Der er flere personer med dette navn, se Tom Kristensen.
Tom Kristensen (født 7. juli 1967 i Hobro) er en dansk racerkører (aktiv 1997-2014). Tom Kristensen har gennemført fjorten udgaver af 24-timers racerløbet i Le Mans og vundet løbet ni gange, hvilket er rekord. Nærmeste forfølger er belgiske Jacky Ickx, som tidligere har vundet løbet seks gange. Han blev i 2002 årets sportsnavn i Danmark ved Dansk Idræts-Forbunds officielle kåring. Den 4. januar 2014 uddeltes BTs Guld 2013 (Sportens egen pris) til Tom Kristensen. Den 19. november 2014 meddelte Tom Kristensen ved et pressemøde, at han indstillede karrieren som professionel racerkører. Han fortsætter som ambassadør for Audi Racing.
Blev optaget i den danske Hall of Fame i 2018.

## Tidlige liv
Kristensen er født på en tankstation i Hobro. Kristensens far, Carl Erik Kristensen, var en aktiv racerkører og det har i den grad påvirket Kristensen til at blive racerkører. Hans far tog til flere mindre race lidt uden for Aalborg. Da Kristensen begyndte at interessere sig for motorsport, tøvede hans far ikke med at hjælpe ham. Kristensen fik en gokart. Han øvede sig i at køre i sit nabolag. Kristensen kørte sit første VM for minipop i 1978. Der viste han, at han var god til det. Han tilbragte mere og mere tid på racerbanen i Mou. Banens ejere, Allan Husted og hustru Lisa, underviste unge Kristensen, der tilbragte flere somre med dem. Han rykkede op i klassen Pop 2 og derefter i Formula Nordic league.

## Racerkarriere

### 24 timers løbet i Le Mans
Tom Kristensen deltog første gang i Le Mans i 1997, hvor han som debutant vandt løbet. Han skrev rekord, da han i 2000, 2001 og 2002 vandt tre gange på stribe med de samme tre kørere. Det har ingen andre gjort før eller siden.
I 2003 vandt han igen Le Mans, men denne gang var de tre vindere fra de foregående tre år blevet delt, og deltog på hvert deres hold. Dermed satte Tom Kristensen rekord ved at blive den første kører nogensinde, som har vundet fire sejre på stribe. Med ham var Rinaldo Capello – også kaldet "Dindo" – fra Italien og englænderen Guy Smith i en Bentley med Toms lykketal på siden – nr. 7.
Den sjette sejr kom i hus 12.-13. juni 2004 for Team Goh i en Audi R8 med Seiji Ara og Toms gode ven Rinaldo Capello. Med denne sejr slog Tom Kristensen sin egen rekord fra året før ved at vinde sin femte sejr på stribe.
I 2005 stillede Tom Kristensen igen til start i Audi R8 for det amerikanske team Champion, denne gang sammen med finnen JJ Lehto og tyskeren Marco Werner. På trods af, at nye regler pålagde de "gamle" Audi R8-biler 50 kg ekstra vægt og begrænsning af deres luftindtag, vandt Tom Kristensen sit syvende Le Mans, blot 2 omgange foran 2. pladsen, den 19. juni 2005 i stegende 35 graders fransk sommerhede.
I 2007 crashede Tom Kristensen alvorligt i den første afdeling af den tyske serie DTM. Der blev sagt, at hvis det ikke havde været for HANS, som er et sikkerhedssystem til nakken, og sin gode fysik, havde Tom Kristensen ikke overlevet. Det var længe uvist om Tom Kristensen ville stille til start i Le Mans samme år, men efter en hård genoptræning, kunne han dog melde sig klar til Le Mans 2007. Løbet blev domineret af Tom Kristensen, Rinaldo Capello og Allan McNish indtil tidligt om morgenen, hvor de måtte udgå, da et hjul faldt af, efter et mislykket pitstop.
D. 14.-15. Juni 2008, vandt Tom Kristensen sin 8. Le Mans sejr i en Audi R10 TDI sammen med Allan McNish og Rinaldo Capello. Forberedelserne til løbet blev beskrevet og vist i dokumentarfilmen Truth in 24 (2008).
Til 2009 udgaven af Le Mans havde Audi lavet en helt ny R15 TDI, som Tom Kristensen også kørte. Løbet blev dog vundet af Peugeot, og Tom Kristensen endte som eneste Audi på podiet, som nr. 3.
I 2010 blev Tom Kristensen nr. 3 i Le Mans efter to andre Audi R15+ biler, sammen med Dindo Capello & Alan McNish. I 2011 udgik Kristensen fra Le Mans-løbet på grund af den voldsomme ulykke, som McNish lavede.
I 2013 vandt Tom Kristensen igen Le Mans som kører for Audi og opnåede dermed den niende sejr i løbet. Han dedikerede sin sejr til Allan Simonsen, som døde ved Le Mans 2013.
I 2014 blev Tom Kristensen nr. 2 i Le Mans efter hans bil fik problemer fire timer inden løbet sluttede.
| Citat                         | Denne sejr var til min far. Han gav mig min dedikation og min tro - men han må vente til min næste sejr. Denne sejr dedikerer jeg til Allan Simonsen | Citat |
| Tom Kristensen, 23. juni 2013 | |       |

#### Resultater over 24 timers løbet i Le Mans
| År   | Klasse | Nummer | Bil                                                                | Hold                      | Co-Drivers                        | Omgange | Position. | Klasse Position. |
| ---- | ------ | ------ | ------------------------------------------------------------------ | ------------------------- | --------------------------------- | ------- | --------- | ---------------- |
| 1997 | LMP    | 7      | TWR Porsche WSC-95 Porsche Type-935 3.0L Turbo Flat-6              | Joest Racing              | Michele Alboreto Stefan Johansson | 361     | 1.        | 1.               |
| 1998 | LMP1   | 1      | BMW V12 LM-RSR BMW S70 6.0L V12                                    | Team BMW Motorsport       | Hans Joachim Stuck Steve Soper    | 60      | Udgået.   | Udgået.          |
| 1999 | LMP    | 17     | BMW V12 LM-RSR BMW S70 6.0L V12                                    | Team BMW Motorsport       | JJ Lehto Jörg Müller              | 304     | Udgået.   | Udgået.          |
| 2000 | LMP900 | 8      | Audi R8 Audi 3.6L Turbo V8                                         | Audi Sport Team Joest     | Frank Biela Emanuele Pirro        | 368     | 1.        | 1.               |
| 2001 | LMP900 | 1      | Audi R8 Audi 3.6L Turbo V8                                         | Audi Sport Team Joest     | Frank Biela Emanuele Pirro        | 321     | 1.        | 1.               |
| 2002 | LMP900 | 1      | Audi R8 Audi 3.6L Turbo V8                                         | Audi Sport Team Joest     | Frank Biela Emanuele Pirro        | 375     | 1.        | 1.               |
| 2003 | LMGTP  | 7      | Bentley Speed 8 Bentley 4.0L Turbo V8                              | Team Bentley              | Rinaldo Capello Guy Smith         | 377     | 1.        | 1.               |
| 2004 | LMP1   | 5      | Audi R8 Audi 3.6L Turbo V8                                         | Audi Sport Japan Team Goh | Seiji Ara Rinaldo Capello         | 379     | 1.        | 1.               |
| 2005 | LMP1   | 3      | Audi R8 Audi 3.6L Turbo V8                                         | ADT Champion Racing       | JJ Lehto Marco Werner             | 370     | 1.        | 1.               |
| 2006 | LMP1   | 7      | Audi R10 TDI Audi TDI 5.5L Turbo V12 (Diesel)                      | Audi Sport Team Joest     | Rinaldo Capello Allan McNish      | 367     | 3.        | 3.               |
| 2007 | LMP1   | 2      | Audi R10 TDI Audi TDI 5.5L Turbo V12 (Diesel)                      | Audi Sport Team Joest     | Rinaldo Capello Allan McNish      | 262     | Udgået.   | Udgået.          |
| 2008 | LMP1   | 2      | Audi R10 TDI Audi TDI 5.5L Turbo V12 (Diesel)                      | Audi Sport North America  | Rinaldo Capello Allan McNish      | 381     | 1.        | 1.               |
| 2009 | LMP1   | 1      | Audi R15 TDI Audi TDI 5.5L Turbo V10 (Diesel)                      | Audi Sport Team Joest     | Rinaldo Capello Allan McNish      | 376     | 3.        | 3.               |
| 2010 | LMP1   | 7      | Audi R15 TDI Plus Audi TDI 5.5L Turbo V10 (Diesel)                 | Audi Sport Team Joest     | Rinaldo Capello Allan McNish      | 394     | 3.        | 3.               |
| 2011 | LMP1   | 3      | Audi R18 TDI Audi TDI 3.7L Turbo V6 (Diesel)                       | Audi Sport North America  | Rinaldo Capello Allan McNish      | 14      | Udgået.   | Udgået.          |
| 2012 | LMP1   | 2      | Audi R18 TDI e-tron quattro Audi TDI 3.7L Turbo V6 (Diesel-Hybrid) | Audi Sport Team Joest     | Rinaldo Capello Allan McNish      | 377     | 2.        | 2.               |
| 2013 | LMP1   | 2      | Audi R18 TDI e-tron quattro Audi TDI 3.7L Turbo V6 (Diesel-Hybrid) | Audi Sport Team Joest     | Allan McNish Loïc Duval           | 348     | 1.        | 1.               |
| 2014 | LMP1-H | 1      | Audi R18 TDI e-tron quattro Audi TDI 3.7L Turbo V6 (Diesel-Hybrid) | Audi Sport Team Joest     | Lucas di Grassi Marc Gené         | 376     | 2.        | 2.               |

### Resultater ved 12 timers løbet ved Sebring
| År   | Resultat | Hold                                       | Bil             | Klasse |
| ---- | -------- | ------------------------------------------ | --------------- | ------ |
| 1999 | 1        | Team BMW Motorsport / Schnitzer Motorsport | BMW V12 LMR     | LMP    |
| 2000 | 1        | Audi Sport Team Joest                      | Audi R8         | LMP900 |
| 2001 | 2        | Audi Sport Team Joest                      | Audi R8         | LMP900 |
| 2002 | 5        | Audi Sport Team Joest                      | Audi R8         | LMP900 |
| 2003 | 4        | Team Bentley                               | Bentley Speed 8 | LMGTP  |
| 2004 | DNP      |                                            |                 |        |
| 2005 | 1        | ADT Champion Racing                        | Audi R8         | LMP1   |
| 2006 | 1        | Audi Sport Team Joest                      | Audi R10 TDI    | LMP1   |
| 2007 | 4        | Audi Sport North America                   | Audi R10 TDI    | LMP1   |
| 2008 | 3        | Audi Sport North America                   | Audi R10 TDI    | LMP1   |
| 2009 | 1        | Audi Sport Team Joest                      | Audi R15 TDI    | LMP1   |
| 2010 | DNP      |                                            |                 |        |
| 2011 | 4        | Audi Sport Team Joest                      | Audi R15 TDI    | LMP1   |
| 2012 | 1        | Audi Sport Team Joest                      | Audi R18        | LMP1   |
| 2013 | 2        | Audi Sport Team Joest                      | Audi R18        | LMP1   |

### Resultater ved FIA World Endurance Championship
| År   | Hold                  | Chassis  | 1        | 2     | 3     | 4     | 5     | 6     | 7     | 8        | WEC | Total points |
| ---- | --------------------- | -------- | -------- | ----- | ----- | ----- | ----- | ----- | ----- | -------- | --- | ------------ |
| 2012 | Audi Sport Team Joest | Audi R18 | SEB 1    | SPA 3 | LMS 2 | SIL 3 | SAO 3 | BHR 2 | FUJ 3 | SHA 2    | 2.  | 159          |
| 2013 | Audi Sport Team Joest | Audi R18 | SIL 1    | SPA 2 | LMS 1 | SAO 2 | AUS 1 | FUJ 2 | SHA 3 | BHR Udg. | 1.  | 162          |
| 2014 | Audi Sport Team Joest | Audi R18 | SIL Udg. | SPA 2 | LMS 2 | AUS 2 | FUJ 5 | SHA 5 | BHR 5 | SAO 3    | 4.  | 117          |

## I øvrigt
Tom Kristensen har lagt stemme til racerbilen "Kongen" i Disney Pixar filmen Biler fra 2006.
4. august 2014 blev han Ridder af Dannebrog.
Tom Kristensens Vej i Hobro er opkaldt efter ham.
Den 6. januar 2018 blev han optaget i sportens Hall of Fame.